# Jean Pierre Noher

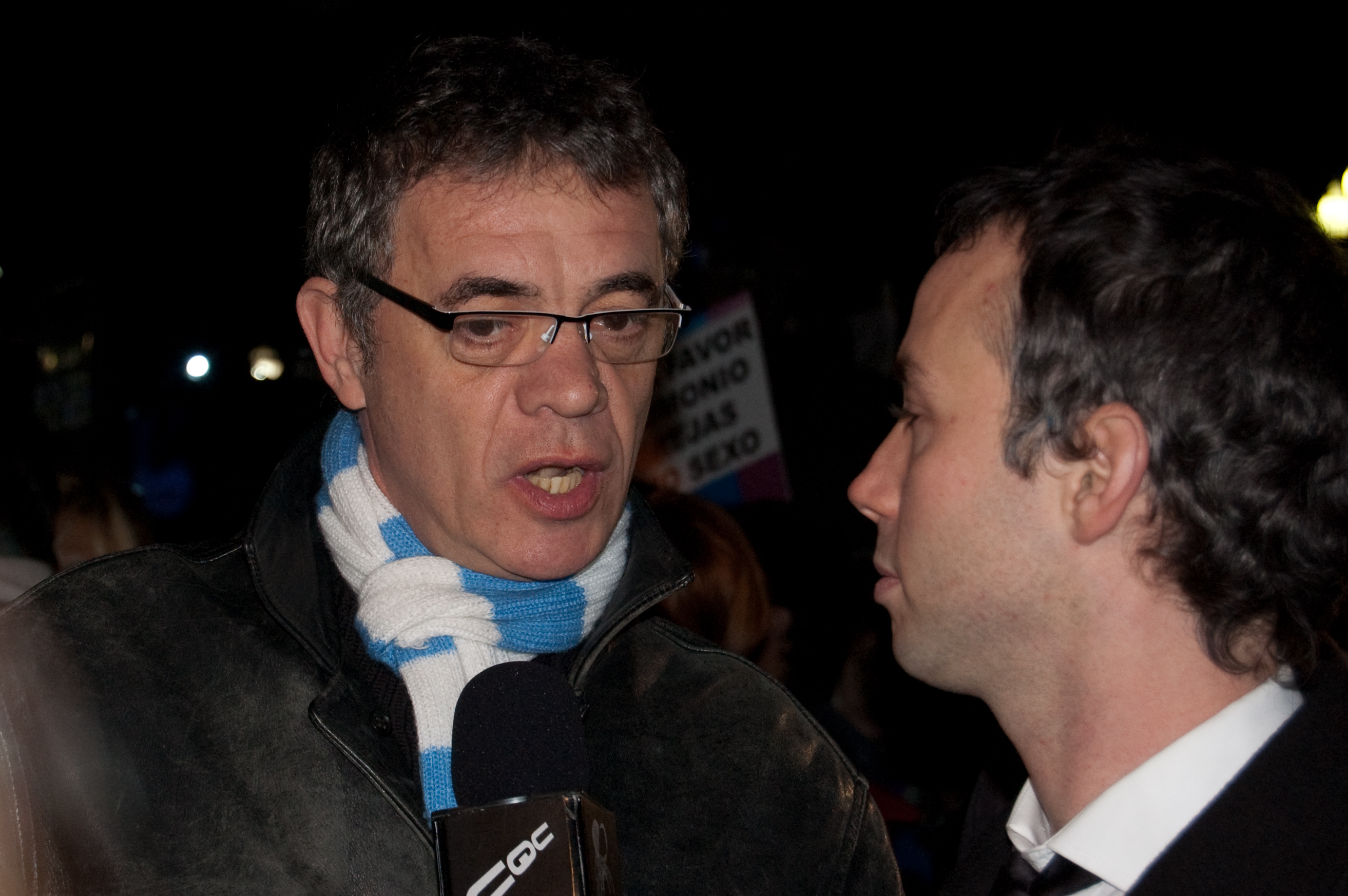
Jean Pierre Noher in 2010

Jean Pierre Noher (Parijs, 5 mei 1956) is een Frans-Argentijnse theater-, film- en televisieacteur. Hij is de achterneef van de beroemde filmmaker Max Ophüls.
Toen Jean Pierre Noher in Buenos Aires aankwam, was hij twee jaar oud. Zijn ouders waren ongelukkig geweest in hun geboorteland Frankrijk en zijn moeder - die als tiener in Argentinië had gewoond, samen met haar moeder op de vlucht voor het nazisme - had willen terugkeren.
In 1984 maakte hij zijn filmdebuut in een korte rol in Darse cuenta van Alejandro Doria (1936-2009). 
Hij treedt regelmatig op in het theater en voor zijn vertolking van de schrijver Jorge Luis Borges (1899-1986) in de film Un amor de Borges, van Javier Torre, won hij prijzen op verschillende internationale filmfestivals. Hij speelde in het toneelstuk La Piaf met Virginia Lago. 
Hij heeft verschillende films gemaakt, met name in Diarios de motocicleta waar hij Ernesto Guevara Lynch (de vader van Che Guevara) speelt en Daniel Burmans El nido vacío (Het lege nest), naast Cecilia Roth.
Hij speelde de voorstelling Erik Satie y los otros met China Zorrilla - die de regie deed en met wie Noher in Hay Fever van Noël Coward speelde - en droeg poëzie voor van Jean Cocteau, Apollinaire, Jacques Prévert en Borges. 
Als zanger maakte hij deel uit van Veneno, een rockgroep bestaande uit Walter Domínguez op gitaar, Javier Baldino op leadgitaar, Pablo Choruzy op bas, Salvador Fernández op piano, Gabriel Botta op drums en Germán Palacios op accordeon, met wie hij een album opnam dat nog niet is uitgebracht. 
Jean Pierre Noher speelt in een serie over het leven van Maradona (hij speelt zijn manager, Guillermo Coppola).

## Prijzen en nominaties
- 1987: Cóndor de Plata, revelatie van het jaar (La clínica del Doctor Cureta).
- 1994: Premios ACE, beste rol in een musical  (The Rocky Horror Show).
- 2000: Festival de Biarritz, beste acteur (Un amor de Borges).
- 2001: Festival de Santo Domingo, beste acteur (Un amor de Borges).
- 2001: Fectival de Miami, beste acteur  (Un amor de Borges).

- Gemeinsame Normdatei: 1062465121
- Virtual International Authority File: 311722725